# Middelfart község
Middelfart község (dánul: Middelfart Kommune) Dánia 98 községének (kommune, helyi önkormányzattal rendelkező közigazgatási egység) egyike. A Syddanmark régióban található. Middelfart község Assens és Nordfyn községekkel határos. Lakosainak száma 37 913 fő.